# Regiane Bidias
Regiane Fernanda Aparecida Bidias (Piracicaba, 2 de outubro de 1986), também conhecida como Régis é uma jogadora de vôlei brasileira, que jogou por muitas temporadas no time Rio de Janeiro Vôlei Clube (Sesc Rio), sendo capitã da equipe e atuando na posição de ponteira. Para a temporada de 2017/2018, Régis deixou o Sesc Rio e foi contratada pelo LKS Commercecon Lodz, time de vôlei polonês.

## Conquistas

### Seleção
1. Campeã do Mundial Sub-20: 2007.
2. Campeã da Copa Pan-Americana: 2009.
3. Campeã do Grand Prix: 2009.
4. Campeã da Universíada: 2011.

### Clubes
1. Decacampeã da Superliga pelo Rio de Janeiro: 05/06, 06/07, 07/08, 08/09, 10/11, 12/13, 13/14, 14/15, 15/16 e 16/17.
2. Tricampeã da Salonpas Cup pelo Rio de Janeiro: 2004, 2006 e 2007.
3. Bicampeã do Top Volley na Suíça pelo Rio de Janeiro: 2006 e 2009.
4. BiCampeã da Copa do Brasil de Vôlei pelo Rio de Janeiro: 2007.
5. Pentacampeã do Campeonato Carioca  pelo Rio de Janeiro: 2006, 2007, 2008, 2009 e 2010.